# Меликян, Александр Павлович
Александр Павлович Меликян (26 мая 1935 — 22 августа 2008) — советский и российский ботаник, систематик и морфолог растений, доктор биологических наук (1973).

## Биография
Родился в Тбилиси 26 мая 1935 года в семье инженера Павла Александровича Меликяна. В 1954 году поступил на агрономический факультет Тбилисского сельскохозяйственного института. С 1957 году — на биологическом факультете Ереванского государственного университета, который окончил в 1960 году. С 1964 года работал ассистентом на кафедре ботаники.
В 1965 году защитил диссертацию на соискание ученой степени кандидата биологических наук в Ленинградском государственном университете под руководством А. Л. Тахтаджяна и В. К. Василевской. В работе рассматривал систематику семейства Nymphaeaceae.
В 1972 году стал заведующим кафедрой высших растений Ереванского государственного университета. В 1974 году назначен профессором. В 1975—1977 годах также заведовал кафедрой агрохимии и почвоведения. В 1973 году защитил докторскую диссертацию, посвященную карпологии семейства Hamamelidaceae.
С 1977 года А. П. Меликян — профессор кафедры высших растений Московского государственного университета.
Соросовский профессор. В 1986 году читал лекции в Колумбийском, Гарвардском, Техасском университетах.
Скончался 22 августа 2008 года.

## Некоторые научные работы
- Меликян А. П. Типы семенной кожуры близких к Hamamelidaceae семейств в связи с их систематическими взаимоотношениями // Ботанический журнал. — 1973. — Т. 58, № 3. — С. 350—359.
- Василевская В. К., Меликян А. П. О происхождении и основных направлениях эволюции плодов и семян покрытосеменных // Вестник Ленингр. ун-та. Сер. биол. 1982. Вып. 9. С.  23-30.
- Меликян А. П. Цели и задачи современной систематики растений. — М.: Знание, 1984. — 64 с.
- Меликян А. П. Опыление цветковых растений // Итоги науки и техники. Сер. ботаника. Т. 12. М.: ВИНИТИ, 1991. С. 3-50.
- Меликян А. П., Девятов А. Г. Основные карпологические термины. Справочник. — М.: КМК, 2001. — 47 с.
- Меликян А. П., Бобров А. В., Романов М. С. Морфогенез плодов Magnoliophyta. — М.: URSS, 2008. — 317 с.

## Виды растений, названные именем А. П. Меликяна
- Silene melikjanii Taisumov & Teimurov, 2010